# Правительство Пермского края
Правительство Пермского края — постоянно действующий высший исполнительный орган государственной власти Пермского края. Формирует органы исполнительной власти края и осуществляет непосредственное руководство ими. Председатель Правительства Пермского края назначается на должность губернатором Пермского края по согласованию с Законодательным Собранием Пермского края.

## Председатели Правительства Пермского края
| Председатель                  | Время замещения должности                                           |
| ----------------------------- | ------------------------------------------------------------------- |
| Бухвалов, Николай Ювенальевич | 19.06.2006 — 04.03.2008                                             |
| Сухих, Валерий Александрович  | 04.03.2008 — 22.12.2011                                             |
| Антонов, Михаил Вячеславович  | 28.12.2011 — 21.06.2012                                             |
| Басаргин, Виктор Фёдорович    | 22.06.2012 — 15.10.2012 (губернатор)                                |
| Панов, Роман Юрьевич          | 15.10.2012 — 09.11.2012 (утверждён, но к обязанностям не приступил) |
| Тушнолобов, Геннадий Петрович | 29.12.2012 — 23.01.2017                                             |
| Басаргин, Виктор Фёдорович    | 24.01.2017 — 06.02.2017 (губернатор)                                |
| Максим Геннадьевич Решетников | 06.02.2017 — 18.09.2017 (врио губернатора)                          |
| Максим Геннадьевич Решетников | 18.09.2017 — 21.01.2020 (губернатор)                                |
| Ольга Владимировна Антипина   | 21.01.2020 — 08.02.2020 (исполняющая обязанности)                   |
| Дмитрий Николаевич Махонин    | 08.02.2020 — настоящее время (губернатор)                           |

## Сенатор Российской Федерации от правительства Пермского края
- Климов Андрей Аркадьевич — со 2 июля 2012 года